# Associació Mèdica Nord-americana
L'Associació Mèdica Nord-americana (AMA), fundada el 1847 i legalitzada el 1897, és l'associació de metges i estudiants de medicina més gran dels Estats Units.
La seva missió prioritària és promoure l'art i la ciència de la medicina pel millorament de la salut pública, per tal de vetllar pels interessos dels metges i els eseus pacients, promoure la salut pública, i fer de loby per aconseguiir una legislació favorable pels metges i pacients, i perquè es destinin més diners a l'educació mèdica. L'Associació també publica el Journal of the American Medical Association (JAMA), que és el diari setmanal mèdic amb una tirada més gran del món. També publica les normes mèdiques que fixen el model estàndard als Estats Units per identificar els metges i la pràctica dels especialistes.